# Léghémoglobine

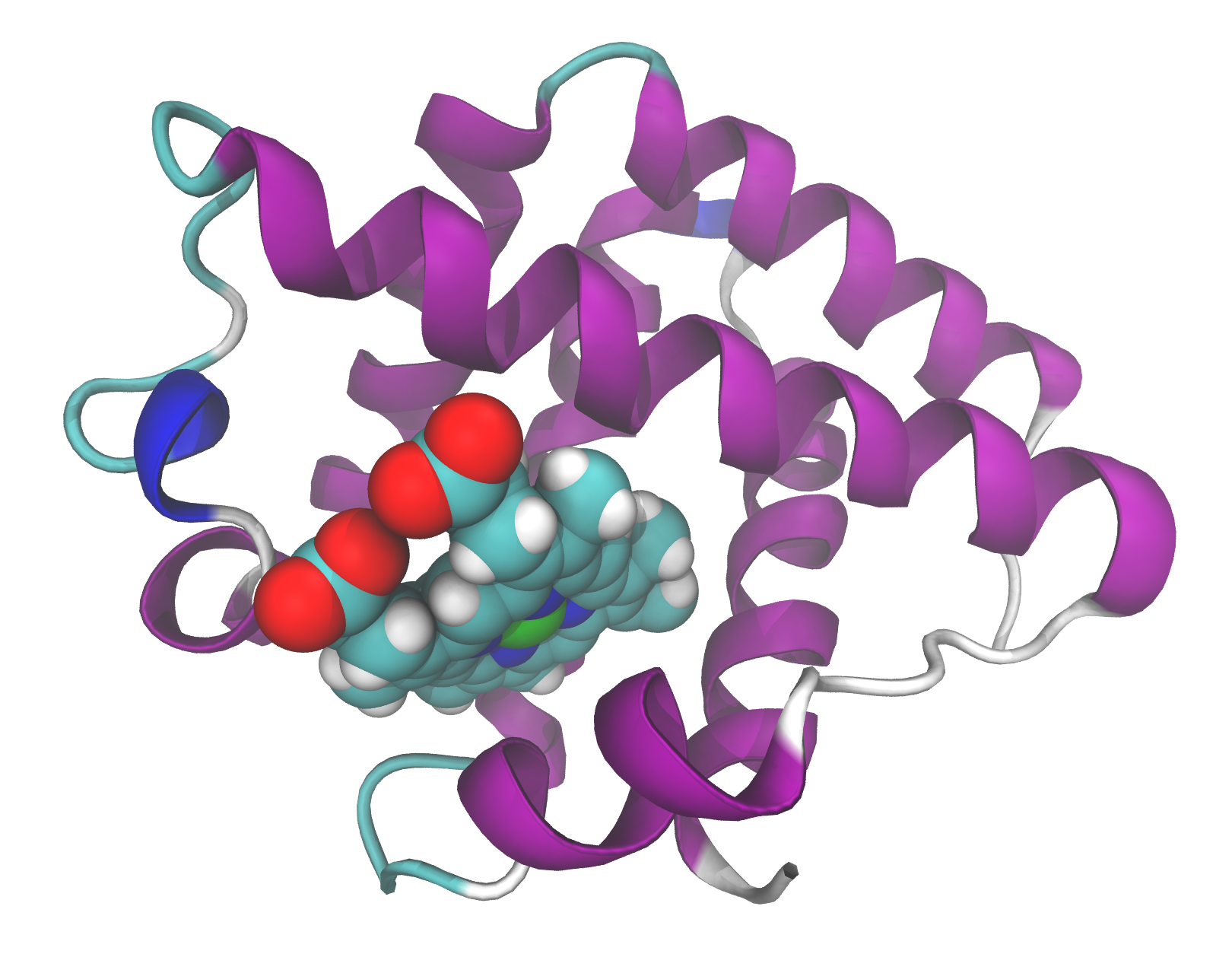
Léghémoglobine de soja complexée avec le nicotinate.

La léghémoglobine (ou LegHb), orthographiée aussi leghémoglobine, est une hémoprotéine fixatrice de dioxygène présente chez les Fabacées et qui a une structure très proche de l'hémoglobine. Rouge comme le sang, elle donne une couleur plus ou moins rosée aux nodosités des racines d'espèces végétales.

## Description
La léghémoglobine est une métalloprotéine, complexe moléculaire formé d'une protéine associée à un groupement hémique complexant un atome de fer, ce qui lui confère une couleur rouge (comme l'hémoglobine des vertébrés). Elle a un poids moléculaire de 17,5 kDa. Son nom est le résultat de l'association des deux termes « légumineuse » et « hémoglobine. » Elle est essentiellement présente dans le système racinaire des légumineuses,,.
Dans les nodosités racinaires des légumineuses (ou Fabacées), sa forte affinité pour le dioxygène permet de maintenir une concentration basse en dioxygène dissous. Or, le dioxygène est un inhibiteur de la nitrogénase, l'enzyme catalysant la réduction du diazote en ammoniac par les bactéries symbiotiques des nodosités. La leghémoglobine empêche donc l'inhibition de cette enzyme fondamentale pour la diazotrophie des Fabacées.

## Synthèse
On trouve la léghémoglobine dans des nodosités de la racine d'une plante lors de phénomènes de symbioses bactériennes (bactéries du genre rhizobium). Cette protéine est synthétisée par la légumineuse hôte et permet de protéger un complexe enzymatique (nitrogénase/hydrogénase) des effets de l'oxygène moléculaire qui l'inactive et constitue une réserve d'oxygène pour les bactéries (activité aérobie). Ce complexe, qui transforme l'azote atmosphérique en ammoniac, composant chimique précurseur d'acides aminés, possède en effet un atome de molybdène que l'oxygène peut irréversiblement oxyder.
Elle n'est synthétisée que dans les nodosités, où elle représente en moyenne le quart des protéines présentes. De couleur rouge, la leghémoglobine confère aux nodosités une couleur rose caractéristique.

## Utilisation
L'entreprise californienne Impossible Foods a mis au point un hamburger végétalien contenant un additif, de la léghémoglobine extrait du soja. La substance, proche de la myoglobine animale, confère à la pâte végétale, ingrédient principal du sandwich, la texture, l'odeur à la cuisson et la saveur de la viande de bœuf. La chaîne américaine de restauration rapide Burger King propose à sa clientèle nord-américaine un « Impossible Whopper » depuis début avril 2019,.